# Notophthalmus meridionalis
Notophthalmus meridionalis е вид земноводно от семейство Саламандрови (Salamandridae). Видът е застрашен от изчезване.

## Разпространение
Разпространен е в Мексико и САЩ.